# Castillo de Alcalá del Júcar
El castillo de Alcalá del Júcar se encuentra en este municipio español de la provincia de Albacete, en la comunidad autónoma de Castilla-La Mancha.
La villa de Alcalá del Júcar está declarada Conjunto Histórico-Artístico por Real Decreto 2335/1982 de 30 de julio (B.O.E. 226 de 1 de septiembre). Número de identificación de Bien de Interés Cultural otorgado por el Ministerio de Cultura de España: RI-53-0000261.

## Ubicación
Está ubicado sobre una peña formada por la hoz del río Júcar, desde donde se divisa toda la población.

## Historia
Es una fortaleza de origen almohade, de los siglos XII y XIII que fue, al igual que todos los castillos y tierras de la zona, asentamiento íbero, romano, árabe y cristiano.
Cuando Alfonso VIII conquista la zona del río Júcar hacia el año 1213, el castillo pasa a manos cristianas. Posteriormente, perteneció al marquesado de Villena.

## Estilo artístico
De estilo islámico. Está constituido por un torreón pentagonal y dos torrecillas de planta circular en los ángulos rectos, con tres alturas en su interior. En el exterior aun quedan restos de la primitiva muralla.

## Leyendas y curiosidades
Existe la leyenda de una princesa cristiana, Zulema, que era pretendida por el moro Garadén, y que fiel a su fe se suicidó arrojándose al vacío. Otra versión de la leyenda habla de los amores prohibidos de Zulema, esta vez musulmana, con un caballero cristiano. Ambos, para huir de la ira de su padre el moro Garadén, huyen y se establecen en el actual emplazamiento de la cercana aldea llamada Zulema.
Según las relaciones topográficas de Felipe II, el nombre de la localidad viene del lugar sobre el cual está asentado y que era llamado por los árabes alcarra, que significaba cosa de Dios o de oración. Otros estudiosos han relacionado el nombre con la palabra alcalá, que en árabe significa castillo, por lo que el significado del nombre de la localidad sería castillo del río Júcar.

## Actualidad
De uso turístico. Es propiedad del ayuntamiento de Alcalá del Júcar y se puede visitar todo el año.
Está declarado conjunto histórico-artístico, bajo la protección de la declaración genérica del Decreto de 22 de abril de 1949 y la Ley 16/1985 sobre el Patrimonio Histórico Español. Además, toda la villa de Alcalá del Júcar está declarada Conjunto Histórico-Artístico por Real Decreto 2335/1982 de 30 de julio (B.O.E. 226 de 1 de septiembre). Número de identificación de Bien de Interés Cultural otorgado por el Ministerio de Cultura de España: RI-53-0000261.

## Localidad y entorno
Alcalá del Júcar se sitúa en un cerro calizo de superficie plana y empinadas laderas, aprovechando un meandro del río Júcar, que camina hacia el mar Mediterráneo formando a su paso espectaculares paisajes.
Otros lugares de interés cercanos son la fortificación de Jorquera (antigua villa medieval rodeada de murallas almohades del siglo XIII) y Villa de Ves.